# Dolna Mitropolija
Dolna Mitropolija (búlgaro: Долна Митрополия) é uma cidade da Bulgária, localizada no distrito de Pleven. A sua população era de 3,303 habitantes segundo o censo de 2010.

## População
| Dolna Mitropolija | Dolna Mitropolija | Dolna Mitropolija | Dolna Mitropolija | Dolna Mitropolija | Dolna Mitropolija | Dolna Mitropolija | Dolna Mitropolija | Dolna Mitropolija | Dolna Mitropolija | Dolna Mitropolija | Dolna Mitropolija | Dolna Mitropolija | Dolna Mitropolija | Dolna Mitropolija | Dolna Mitropolija | Dolna Mitropolija | Dolna Mitropolija | Dolna Mitropolija | Dolna Mitropolija |
| --- | ----------------- | ----------------- | ----------------- | ----------------- | ----------------- | ----------------- | ----------------- | ----------------- | ----------------- | ----------------- | ----------------- | ----------------- | ----------------- | ----------------- | ----------------- | ----------------- | ----------------- | ----------------- | ----------------- |
| Ano | 1887              | 1910              | 1934              | 1946              | 1956              | 1965              | 1975              | 1985              | 1992              | 2001              | 2002              | 2003              | 2004              | 2005              | 2006              | 2007              | 2008              | 2009              | 2010              |
| População |                   |                   |                   | …                 | …                 | …                 | …                 | 4,002             | 3,834             | 3,603             | 3,584             | 3,478             | 3,446             | 3,425             | 3,374             | 3,369             | 3,352             | 3,331             | 3,303             |
| Fontes: Instituto Nacional de Estatísticas, „citypopulation.de“, „pop-stat.mashke.org“, Bulgarian Academy of Sciences |                   |                   |                   |                   |                   |                   |                   |                   |                   |                   |                   |                   |                   |                   |                   |                   |                   |                   |                   |